# Dezinformační taktiky
Dezinformační taktiky jsou strategie využívané k šíření úmyslně nepravdivých informací. Dezinformátoři je využívají tak, aby manipulovali publikem k dosažení určitého cíle. Tím může být snaha ovlivnit veřejné mínění, destabilizovat politické systémy, nebo dosáhnout jiných mocenských, ekonomických či ideologických cílů. Tyto taktiky se staly významnou součástí informační války a jsou využívány v politických kampaních, mezinárodních konfliktech i v marketingu.

## Konkrétní dezinformační taktiky
Dezinformační taktiky zahrnují různé metody, které se liší svou složitostí, rozsahem a motivy. Společně mají cíl destabilizovat pravdivé informace a podkopávat důvěru v důvěryhodné zdroje.
- Astroturfing – centrálně koordinovaná kampaň, kde její účastníci předstírají, že jsou obyčejní občané. Tato taktika vytváří dojem široké podpory nebo opozice k určitému sdělení, přičemž skrývá jeho skutečný původ. Podobnou technikou je flooding, což je masový spam na sociálních médiích a v komentářích s cílem formovat narativ nebo potlačit protichůdné názory.[1][3]
- Konspirační teorie – vysvětlují události jako tajná spiknutí mocných skupin. Tyto teorie mohou ovlivnit nejen porozumění jednotlivce určitému tématu, ale i jeho celkový pohled na svět. Dezinformační aktéři často využívají konspirační teorie k vytváření narativů, které se shodují s těmito konspiračními pohledy, čímž zvyšují pravděpodobnost, že budou rezonovat s cílovým publikem.[1][4]
- Manipulace s digitálním obsahem – skutečné informace nebo obrázky, které byly zkresleny, zahrnující například fotografie, videa a zvukové klipy, jež byly digitálně upraveny nebo zcela vytvořeny s cílem oklamat diváka. K těmto účelům mohou být využívány nástroje umělé inteligence, například technologie deepfake, které umožňují vytvářet realistický, avšak falešný obsah.[1]
- Pseudověda – soubor přesvědčení o světě, která jsou mylně považována za vědecká, přestože nejsou založena na vědecké metodě. Útoky na vědu, například šíření protichůdných informací, konspirační teorie nebo zpochybňování odbornosti, mají za cíl oslabit důvěru ve vědecké poznatky.[5][6]
- Propaganda – šíření názorů a informací s cílem vyvolat nebo posílit určité postoje či jednání mas, které jsou ovládány skupinou prostřednictvím ideologie. Tato organizovaná masová komunikace, často se skrytým záměrem, se snaží ovlivnit víru a jednání jednotlivců tím, že obchází jejich individuální uvažování.[3]
- Satira – humorné, avšak nepravdivé příběhy jsou prezentovány jako pravdivé za účelem pobavení. I když jejich záměrem není klamat publikum, někteří konzumenti mohou obsah nesprávně interpretovat, pokud nerozpoznají satirický charakter sdělení. V takových případech se satira může stát dezinformací, pokud je publikem chápána jako skutečná a faktická informace.[7][2]
- Tvorba a šíření fake news – termín fake news („falešné zprávy“) označuje žánr neetické žurnalistiky. Cílem fake news je úmyslné šíření dezinformací, hoaxů a delegitimizace zpravodajských médií.[8][3] Šíření falešných zpráv vzrostlo s nedávným rozvojem sociálních médií.[9]

## Vyvracení dezinformací a jejich taktik
Vyvracení dezinformací zahrnuje různé metody a nástroje zaměřené na identifikaci, vyvracení a prevenci šíření nepravdivých informací. Mezi účinné metody patří ověřování faktů, prebunking, debunking již šířených dezinformací a rozvoj informační gramotnosti a kritického myšlení.